# Tần Lam
Tần Lam (tiếng Trung: 秦岚, tiếng Anh: Qin Lan, sinh ngày 17 tháng 7 năm 1979) là một nữ diễn viên, ca sĩ, nhà sản xuất kiêm người mẫu người Trung Quốc. Cô khởi đầu sự nghiệp của mình với tư cách là một nữ diễn viên với vai diễn đầu tay trong một bộ phim truyền hình vào năm 1999. Năm 2003, vai diễn Trần Tri Hoạ trong phần ba của Hoàn Châu cách cách đã giúp cô được nhiều khán giả chú ý, đồng thời còn được nữ văn sĩ Quỳnh Dao gọi là "một ngôi sao mới đầy triển vọng".
Ngoài vai diễn Trần Tri Hoạ, Tần Lam còn nổi tiếng qua các vai như Phú Sát Hoàng Hậu trong Diên Hi Công Lược, Mạc Hướng Vãn trong Trách em quá xinh đẹp, Lam Khả Doanh trong Nộ Hỏa, và gần đây hơn là vai Đường Giai Du trong Tất Cả Về Bác Sĩ Đường. Cô là người Trung Quốc và cũng là người châu Á duy nhất cho tới nay được chọn làm giám khảo của Liên hoan phim quốc tế San Sebastian ở xứ Basque, Tây Ban Nha.

## Đời tư
Tần Lam từng hẹn hò với Huỳnh Hiểu Minh từ 2004 đến 2006 rồi chia tay. Không lâu sau đó, cô công khai tình cảm với đạo diễn Lục Xuyên sau khi hợp tác qua dự án Nam Kinh! Nam Kinh!  sau đó đường ai nấy đi vào tháng 7 năm 2013.
Năm 2020, trong một cuộc phỏng vấn, cô cho biết trước kia cũng nghĩ đến việc lấy chồng, nhưng càng ngày cô càng cảm thấy mình chưa sẵn sàng, vì vậy dứt khoát không nghĩ đến việc kết hôn nữa. Khi bị hỏi việc phụ nữ phải thực hiện thiên chức sinh con, Tần Lam gay gắt: "Tử cung của tôi có được sử dụng hay không liên quan gì đến bạn".
Năm 2022, Sina Weibo đăng tải hình ảnh Tần Lam và Ngụy Đại Huân bị bắt gặp đi du lịch cùng nhau tại Tam Á (Trung Quốc). Một số nguồn tin tiết lộ, cặp đôi phải lòng nhau sau khi hợp tác trong dự án Phim truyền hình Bác sĩ Đường bất chấp khoảng cách 10 tuổi giữa hai người.

## Danh sách phim

#### Phim truyền hình
| Năm        | Tựa Tiếng Việt                                     | Tựa Tiếng Trung    | Tựa Tiếng Anh                    | Vai diễn                                    | Ghi chú       |
| ---------- | -------------------------------------------------- | ------------------ | -------------------------------- | ------------------------------------------- | ------------- |
| 1999       | Thôi Tân Nhân Đích Cố Sự                           | 推新人的故事       |                                  | Tiểu Vũ                                     | Vai chính     |
| 2000       | Tín Ngưỡng                                         | 信仰               |                                  | Hồng Dung                                   | Vai phụ       |
| 2000       | Không Đội Trời Chung                               | 不共戴天           |                                  | Đỗ Quyên                                    | Vai phụ       |
| 2000       | Giá Cá Hảo Nam Nhân                                | 嫁个好男人         |                                  | Hình Đan                                    | Vai phụ       |
| 2001       | Đại Đường Tình Sử                                  | 大唐情史           | Love Legend of the Tang Dynasty  | Võ Mị Nương                                 | Vai phụ       |
| 2001       | Phượng Hoàng Lửa                                   | 火凤凰             |                                  | Đồng San San                                | Vai phụ       |
| 2003       | Hoàn Châu Cách Cách 3 - chi Thiên Thượng Nhân Gian | 还珠格格之天上人间 | My Fair Princess III             | Trần Tri Họa                                | Vai phụ       |
| 2003       | Thanh Thiên Nha Môn                                | 青天衙门           |                                  | Lương Phi                                   | Vai khách mời |
| 2004       | Khử Tà Diệt Ma 3                                   | 我和僵尸有个约会3  |                                  | Nhạc Ngân Bình                              | Vai khách mời |
| 2004       | Thiết Huyết Liên Hoa                               | 铁血莲花           |                                  | Thủy Cô                                     | Vai chính     |
| 2004       | Long Phiếu                                         | 龙票               |                                  | Phạm Nhuận Ngọc                             | Vai phụ       |
| 2005       | Phong Vân 2                                        | 风云II             | Wind and Cloud 2                 | Vu Sở Sở                                    | Vai phụ       |
| 2005       | Khí Phách Anh Hùng                                 | 中华英雄           | The Legeđ of Hero                | Mộc Tu La                                   | Vai phụ       |
| 2006       | Đệ Nhất Trà Trang                                  | 第一茶庄           | Primacy Teahouse                 | Thẩm Ngọc Kỳ                                | Vai chính     |
| 2006       | Ngôi Nhà Không Đóng Cửa                            | 我家不打烊         |                                  | Miêu Miêu                                   | Vai chính     |
| 2006       | Hộ Hoa Kỳ Duyên                                    | 护花奇缘           |                                  | Quan Thanh Thanh                            |               |
| 2006       | Phù Dung Hoa Khai                                  | 芙蓉花开           |                                  | Lam Hiểu Vy / Lam Phù Dung                  |               |
| 2006       | Chuột Yêu Gạo                                      | 老鼠爱大米         |                                  | Tiểu Văn                                    | Khách mời     |
| 2007       | Tân Một Thoáng Mộng Mơ                             | 又见一帘幽梦       | Dreams Link                      | Uông Lục Bình                               |               |
| 2007       | Tú Nương Lan Hinh                                  | 绣娘兰馨           | Embroiderer Lan Xin              | Thẩm Lan Hinh                               | Vai chính     |
| 2008       | Thương Thành Chi Luyến                             | 伤城之恋           | Love in the Forlorn City         | Châu Vũ Tịnh                                | Vai chính     |
| 2009       | Tam Giác Đen                                       | 黑三角             | Three Black Triangles            | Trình Tố Trinh                              | Vai chính     |
| 2009       | Thâm Trạch                                         | 滴血深宅           | Mysterious House                 | Bạch Ngọc Lan                               | Vai chính     |
| 2009       | Hồng Sắc Điện Ba                                   | 红色电波           | Red Electric Wave                | Tân Tình                                    |               |
| 2010       | Chân Tình Thác Ái                                  | 真情错爱           | True Love                        | Diệp Cẩn                                    | Vai chính     |
| 2010       | Bắc Kinh Ái Tình Cố Sự                             |                    |                                  |                                             | Khách mời     |
| 2011       | Mẹ ơi con yêu mẹ                                   | 妈妈我爱你         | Mama I Love You                  | Nhạc Cúc Ni                                 | Khách mời     |
| 2011       | Người Chồng Hoàn Mỹ                                | 完美丈夫           | A Perfect Husband                | Vương Nghiên                                | Khách mời     |
| 2011       | Tân Hoàn Châu Cách Cách                            | 新还珠格格         | New My Fair Princess             | Đỗ Tuyết Ngâm - Mẹ của Tiểu Yến Tử          | Khách mời     |
| 2012       | Đại Đường Nữ Tướng Phàn Lê Huê                     | 大唐女将樊梨花     | Legend of Fan Liwa               | Phàn Lê Huê                                 | Vai chính     |
| 2012       | Hán Sở truyền kỳ                                   | 楚汉传奇           | King' War                        | Lã Hậu                                      | Vai phụ       |
| 2013       | Cuồn Cuộn Hồng Trần                                | 滚滚红尘           | Red Dust                         | Cố Hải Đường                                | Vai chính     |
| 2013       | Nữ Nhân                                            | 女人帮·妞儿        | The Girls 2                      | An Ni                                       | Khách mời     |
| 2013       | Phi Duyên Vật Nhiễu                                | 非缘勿扰           | Destiny by Love                  | Lưu Lâm                                     | Vai chính     |
| 2014       | Xướng Chiến Ký                                     | 唱战记             | Song of Vengeance                | Lạc Nhan                                    | Vai chính     |
| 2014       | Thần Điêu Đại Hiệp                                 | 神雕侠侣           | The Romance of the Condor Heroes | Hà Hương                                    | Khách mời     |
| 2015       | Quý Cô Cực Phẩm 4                                  | 极品女士4          | Wonder Lady                      | Nữ tuyển thủ                                | Khách mời     |
| 2016       | Người Anh Em Giường Trên Của Tôi                   | 睡在我上铺的兄弟   | Who Sleeps My Bro                | Từ Mỹ Tâm                                   | Khách mời     |
| 2016       | Chúng Ta Yêu Nhau Đi                               | 咱们相爱吧         | We Fall In Love                  | Thái Xuân Ni                                | Vai phụ       |
| 2018       | Diên Hi Công Lược                                  | 延禧攻略           | Story of the Yanxi Palace        | Hiếu Hiền Thuần Hoàng Hậu - Phú Sát Dung Âm | Vai phụ       |
| 2019       | Ngôi Sao Sáng Nhất Bầu Trời Đêm                    | 夜空中最闪亮的星   | The Brightest Star in the Sky    | Phương Di Nhiên                             | Vai phụ       |
| 2020       | Dân Sơ Kỳ Nhân Truyện (Ngoại Bát Hành)             | 民初奇人传         | The Eight                        | Kim Tú Nương                                | Vai phụ       |
| 2020       | Trách Em Thật Quá Xinh                             | 怪你过分美丽       | We Are All Alone                 | Mạc Hướng Vãn                               | Vai chính     |
| 2021       | Cuộc Sống Lý Trí                                   | 理智派生活         | The Rational Life                | Thẩm Nhược Hâm                              | Vai chính     |
| 2021       | Phá Vây (Tài Sản Của Nhân Dân )                    | 突围               | People's Property                | Phạm Gia Tuệ                                | Vai phụ       |
| 2022       | Truyền Gia                                         | 传家               | Legacy                           | Dịch Chung Linh                             | Vai chính     |
| 2022       | Tất Cả Về Bác Sĩ Đường                             | 关于唐医生的一切   | Dr. Tang                         | Đường Giai Du                               | Vai chính     |
| 2022       | Trái Tim Gợn Sóng (Bạch Sắc Nguyệt Quang 2)        | 芳心荡漾           | Hello, My Love                   | Trương Phàm                                 | Vai chính     |
| 2023       | Chuyển Mình Rực Rỡ (Sự Phản Công Của Các Chị Gái)  | 灿烂的转身         | The Magical Women                | Tô Phi                                      | Vai chính     |
| 2023       | Vân Tương Truyện                                   | 云襄传             | The Gate of Renewal              | Tô Hoài Nhu                                 | Khách mời     |
| 2023       | Đúng Lúc Gặp Được Em                               | 正好遇见你         | Hi Producer                      | Kim Chủ Lam                                 | Khách mời     |
| 2023       | Cô Ấy Chẳng Qua Không Muốn Thua                    | 她只是不想输       | Stand or Fall                    | Quản Văn                                    | Vai chính     |
| Chưa chiếu | Điền Tứ Xuyên (2013)                               | 填四川             |                                  | Ninh Đồ                                     | Vai chính     |
| Chưa chiếu | Vạn Thủy Thiên Sơn Vẫn Là Tình (2016)              | 万水千山总是情     | Love and Passion                 | Trang Mộng Điệp                             | Vai chính     |
| Chưa chiếu | Ẩn Nương                                           | 隐娘               | The Assassin                     | Ninh Tịnh Hải                               | Vai chính     |
| Chưa chiếu | Cái Giá Của Sự Trầm Lặng                           | 沉默的代价         |                                  | Đỗ Tử Việt                                  | Vai chính     |
| Chưa chiếu | Diệc Vũ Chi Thành (Thành Phố Khiêu Vũ)             | 亦舞之城           |                                  | Đàm Tư Đình                                 | Vai chính     |

### Phim Điện Ảnh
| Năm        | Tựa Tiếng Việt                                  | Tựa Tiếng Trung    | Tựa Tiếng Anh                  | Vai Diễn            | Ghi chú                               |
| ---------- | ----------------------------------------------- | ------------------ | ------------------------------ | ------------------- | ------------------------------------- |
| 2004       | Đặng Tiểu Bình 1928                             | 邓小平·1928        | Deng Xiaoping in 1928          | Trương Tích Viện    |                                       |
| 2006       | Thập Nhật Thiên Đường                           | 十日天堂           | Heaven in Ten Days             | Tần Nam             | Vai chính                             |
| 2009       | Nam Kinh! Nam Kinh!                             | 南京! 南京!        | City of Life and Death         | Đường Thái Thái     | Vai phụ                               |
| 2009       | Đi Tìm Thành Long                               | 寻找成龙           | Looking for Jackie             | Nữ Bác Sĩ           | Vai khách mời                         |
| 2010       | Lư Sơn Luyến                                    | 庐山恋2010         | Romance on Lushan Moutain 2010 | Cảnh Phi Nhân       | Vai chính                             |
| 2011       | Ẩn Hôn Nam Nữ                                   | 隐婚男女           | Mr & Mrs Single                | Như Tiểu Quả        |                                       |
| 2011       | Kiến Đảng Vĩ Nghiệp                             | 建党伟业           | The Founding of a Party        | Tô Tuyết Lâm        | Vai khách mời                         |
| 2012       | Tiếng Nói của Mẹ                                | 母语               | Be a Mother                    | Lý Nghiên           | Vai chính                             |
| 2012       | Vương Đích Thịnh Yến                            | 王的盛宴           | The Last Supper                | Lã Hậu              | Vai phụ                               |
| 2015       | Biệt Hữu Động Cơ                                | 别有动机           | Ulterior Motive                | Diệp Sương          | Vai chính                             |
| 2016       | Người Anh Em Giường Tầng Trên Của Tôi           | 睡在我上铺的兄弟   | Who Sleeps My Bro              | Từ Mỹ Tâm           |                                       |
| 2017       | Hoa Khôi Điều Tra Ký                            | 校花偵查記         |                                | Uyển Linh           | Vai khách mời                         |
| 2018       | Bào Phù Tiểu Thư                                | 泡芙小姐           | Miss Puff                      | Giáo viên chủ nhiệm | Vai khách mời                         |
| 2018       | Siêu APP                                        | 超级APP            | Super APP                      | Rita                | Vai chính kiêm Nhà sản xuất           |
| 2018       | Tiền Nhiệm Cục Trung Cục chi Ái Tình Vị Đạo     | 前任局中局         | Ex Plan                        | Trần Văn            | Vai chính                             |
| 2019       | Thời Khắc Quyết Thắng                           | 决胜时刻           | Mao Zedong 1949                | Tống Khánh Linh     | Vai khách mời                         |
| 2021       | Nộ hỏa                                          | 怒火·重案          | Raging Fire                    | Lam Khả Doanh       | Vai phụ                               |
| 13/10/2022 | Tạng Địa Kỳ Binh                                | 藏地奇兵           | Tibetan Raiders                |                     | Nhà sản xuất kiêm Giám đốc nghệ thuật |
| Chưa chiếu | Điềm Tâm Cách Cách chi Tinh Linh Đến Rồi (2019) | 甜心格格之精灵来了 | Sweet Princess                 | Từ Hi Thái hậu      | Vai khách mời kiêm Nhà sản xuất       |

### Phim Ngắn
| Năm  | Tựa Tiếng Việt       | Tựa Tiếng Trung | Vai Diễn | Ghi Chú                                                                    |
| ---- | -------------------- | --------------- | -------- | -------------------------------------------------------------------------- |
| 2012 | Tình Yêu Lộng Lẫy    | 爱·璀璨         | Lam Lam  | Video ngắn quảng cáo của Swarovski diễn cùng Trương Lỗ Nhất                |
| 2018 | Lâu Rồi Không Gặp    | 好久不见        |          | Video ngắn của SOCOSMO diễn cùng Nhiếp Viễn                                |
| 2018 | Ăn Mì                | 吃面            | Tiểu Lam | Chương trình "Biểu diễn đẹp nhất 2018" của Weibo                           |
| 2019 | Thời Trang Phòng Trà | 时装茶馆        |          | Video ngắn "Soi sáng tương lai 2019" của Đêm hội thời trang của L'OFFICIEL |

### Lồng Tiếng
| Năm  | Tựa Tiếng Việt             | Tựa Tiếng Trung | Vai Diễn      | Ghi Chú   |
| ---- | -------------------------- | --------------- | ------------- | --------- |
| 2018 | Hàng xóm của tôi là Totoro | 龙猫            | Kusakabe      | Bản Trung |
| 2020 | Cô Gái Phiền Não           |                 | Người quản lí |           |

### Phim Tài Liệu
| Năm  | Tựa Tiếng Việt              | Tựa Tiếng Trung | Ghi Chú                                                 |
| ---- | --------------------------- | --------------- | ------------------------------------------------------- |
| 2012 | Du Hành Địa Ngục            | 地獄之旅        | Một bộ điện ảnh về chuyến đi xa của con người" (SohuTV) |
| 2019 | Nữ Nhân 30+                 | 女人30+         | Tencent TV : tập 5 + 6                                  |
| 2020 | Em Muốn Chúng Ta Ở Bên Nhau | 我要我们在一起  | Một tiết mục trong Đêm Trung Thu của Đài Hồ Nam 2020    |

## Danh sách đĩa nhạc

### Album
| Album - Năm                   | Danh sách bài hát                  | Tựa tiếng Trung |
| ----------------------------- | ---------------------------------- | --------------- |
| 一肩之隔 Cách Một Bờ Vai 2013 | Cách Một Bờ Vai                    | 一肩之隔        |
| 一肩之隔 Cách Một Bờ Vai 2013 | Có Loại Hạnh Phúc Gọi Là Hoài Niệm | 有种幸福叫怀念  |
| 一肩之隔 Cách Một Bờ Vai 2013 | Cuối Cùng                          | 终于            |
| 一肩之隔 Cách Một Bờ Vai 2013 | Yêu Chính Mình                     | 爱自己          |

### Nhạc Phim (OST)
| Năm  | Ca Khúc                           | Ca Khúc          | Phim                                   | Thể hiện với   |
| Năm  | Tiếng Việt                        | Tiếng Trung      | Phim                                   | Thể hiện với   |
| ---- | --------------------------------- | ---------------- | -------------------------------------- | -------------- |
| 2006 | Quên Tình                         | 忘情             | Đệ Nhất Trà Trang                      | Huỳnh Thiếu Kỳ |
| 2007 | Nhất Liêm U Mộng                  | 一帘幽梦         | Tân Một Thoáng Mộng Mơ                 | Solo           |
| 2013 | Có Thứ Hạnh Phúc Gọi Là Hoài Niệm | 有种幸福叫怀念   | Phi Duyên Vật Nhiễu                    | Solo           |
| 2013 | Cách Một Bờ Vai                   | 一肩之隔         | Phi Duyên Vật Nhiễu                    | Solo           |
| 2013 | Cuồn Cuộn Hồng Trần               | 滚滚红尘         | Cuồn Cuộn Hồng Trần                    | Solo           |
| 2014 | Ngôi Sao Sáng Nhất Bầu Trời Đêm   | 夜空中最亮的星   | Xướng Chiến Ký                         |                |
| 2014 | Đưa Tôi Đi                        | 带我走           | Xướng Chiến Ký                         |                |
| 2014 | Chỉ Muốn Yêu Anh                  | 只想爱你         | Xướng Chiến Ký                         |                |
| 2018 | Phá Giải Mật Ngữ Ái Tình          | 破解爱情的密语   | Siêu APP                               | Vương Quan Dật |
| 2018 | Âm Thanh Của Tuyết Rơi            | 雪落下的声音     | Diên Hi Công Lược                      | Solo           |
| 2020 | Em Bằng Lòng                      | 我愿意           | Trách Em Thật Quá Xinh Đẹp             | Solo           |
| 2021 | Em Là Bí Mật Thời Gian Của Anh    | 你是我时光的秘密 | Show Không Gian Song Song Gặp Được Anh | Lưu Dĩ Hào     |
| 2021 | Thấu Hiểu                         | 懂               | Cuộc Sống Lý Trí                       | Vương Hạc Đệ   |
| 2023 | Có Bạn Ở Bên Cạnh                 | 有你在身旁       | Chuyển Mình Rực Rỡ                     | Đặng Gia Giai  |

### MV
| Năm  | Ca Khúc                                 | Ca Khúc        | Ca Sĩ         |
| Năm  | Tiếng Việt                              | Tiếng Trung    | Ca Sĩ         |
| ---- | --------------------------------------- | -------------- | ------------- |
| 2009 | Không Trốn Được                         | 躲不了         | Hà Nhuận Đông |
| 2013 | Cách Một Bờ Vai                         | 一肩之隔       | Tần Lam       |
| 2019 | Chúng Ta Đều Là Người Theo Đuổi Giấc Mơ | 我们都是追梦人 |               |

## Giải thưởng và đề cử
| Năm  | Giải Thưởng                                                                  | Hạng Mục                                                             | Tác Phẩm Đề Cử             | Kết Quả   |
| ---- | ---------------------------------------------------------------------------- | -------------------------------------------------------------------- | -------------------------- | --------- |
| 1999 | Cuộc thi người mới toàn quốc lần thứ 6                                       | Giải thưởng người mẫu quảng cáo                                      |                            | Đoạt giải |
| 2007 | Tinh Quang Đại Điển mạng Đằng Tấn                                            | Nữ diễn viên truyền hình Đại Lục được yêu thích nhất                 |                            | Đoạt giải |
| 2007 | Bảng xếp hạng người nổi tiếng BQ                                             | Cặp đôi màn ảnh xuất sắc nhất (chung giải thưởng với Bảo Kiếm Phong) |                            | Đoạt giải |
| 2008 | Giải Thưởng Kim Ưng Truyền Hình Trung Quốc lần thứ 24                        | Nữ diễn viên được yêu thích nhất                                     | Tân Một Thoáng Mộng Mơ     | Đề cử     |
| 2008 | Lễ Kim Ưng Nghệ Thuật và Truyền Hình Trung Quốc lần thứ 7                    | Nữ diễn viên có nhân khí cao nhất                                    | Tân Một Thoáng Mộng Mơ     | Đề cử     |
| 2009 | Phong thượng quyền lực bảng 2008 - 2009                                      | Nữ minh tinh thần tượng Phong thượng                                 |                            | Đoạt giải |
| 2009 | Lễ trao giải cuộc sống mười nhân vật nữ Trung Quốc tinh anh có sức ảnh hưởng | Hình tượng LADY xuất sắc nhất                                        |                            | Đoạt giải |
| 2009 | Lễ trao giải kỉ niệm 10 năm thành lập của "Mỗi Nhật Tân Báo"                 | Minh tinh được độc giả Thiên Tân yêu thích nhất                      |                            | Đoạt giải |
| 2009 | Bảng xếp hạng người nổi tiếng BQ                                             | Người nổi tiếng có thời trang mị lực nhất của năm                    |                            | Đoạt giải |
| 2010 | Thịnh điển thời trang có sức ảnh hưởng Trung Quốc 2009                       | Người nổi tiếng mảng điện ảnh truyền hình của năm                    |                            | Đoạt giải |
| 2010 | Trung Quốc Phong Thượng bảng lần thứ 5                                       | Minh tinh mảng điện ảnh truyền hình của năm                          |                            | Đoạt giải |
| 2010 | Lễ trao giải Phong Thượng Quyền Lực bảng                                     | Minh tinh trang bìa của năm                                          |                            | Đoạt giải |
| 2010 | Thịnh điển bảng xếp hạng phụ nữ năng lượng Trung Quốc 2010                   | Phụ nữ năng lượng có sức ảnh hưởng nhất                              |                            | Đoạt giải |
| 2010 | Bảng xếp hạng người nổi tiếng BQ                                             | Người nổi tiếng có thời trang mị lực nhất của năm                    |                            | Đoạt giải |
| 2010 | Đại điển thời trang Trung Quốc 2010                                          | Minh tinh thời trang thảm đỏ                                         |                            | Đoạt giải |
| 2010 | Tinh Quang Đại Điển mạng Đằng Tấn                                            | Nữ nghệ sĩ thời trang của năm                                        |                            | Đoạt giải |
| 2011 | Đêm tiệc từ thiện "Hi vọng từ hành động bắt đầu"                             | Giải thưởng tự nguyện tiên phong 2010                                |                            | Đoạt giải |
| 2011 | Lễ trao giải Hoa Đỉnh lần thứ 5                                              | Diễn viên truyền hình Hoa Ngữ mới của năm                            |                            | Đoạt giải |
| 2011 | China Image Film Festival lần thứ 3                                          | Nữ diễn viên có tiềm lực nhất                                        | Tiếng nói của mẹ           | Đoạt giải |
| 2011 | Đêm tiệc kỉ niệm 4 năm tạp chí Trading Up                                    | Giải đột phá của năm                                                 |                            | Đoạt giải |
| 2011 | Đêm hội thời trang MSN                                                       | Minh tinh nghệ thuật Tinh Nguyệt Phong Thượng MSN                    |                            | Đoạt giải |
| 2012 | Lễ trao giải minh tinh công dân và kim bài thôi thủ 2011                     | Minh tinh công dân của năm                                           |                            | Đoạt giải |
| 2013 | Giải thưởng điện ảnh châu Á lần thứ 7                                        | Nữ diễn viên phụ xuất sắc nhất                                       | Vương Đích Thịnh Yến       | Đề cử     |
| 2013 | Mạng thời trang YOKA                                                         | Nhân vật thời thượng đầu tiên năm 2012                               |                            | Đoạt giải |
| 2013 | Đại điển Tinh Thượng lần thứ 12                                              | Nhân vật tiên phong diễn nghệ Tinh Thượng                            |                            | Đoạt giải |
| 2014 | Award Beauty                                                                 | Tạo hình phong cách của năm                                          |                            | Đoạt giải |
| 2014 | Thời Thượng Tân Nương                                                        | Minh tinh trang bìa của năm                                          |                            | Đoạt giải |
| 2014 | Lễ trao giải bảng xếp hạng thời thượng quyền lực Trung Quốc                  | Nghệ sĩ thời thượng của năm                                          |                            | Đoạt giải |
| 2015 | Lễ trao giải minh tinh công dân                                              | Minh tinh công dân của năm                                           |                            | Đoạt giải |
| 2015 | Thịnh điển thành tựu ước mơ Thời Trang COSMO                                 | Nhân vật khoa giới ước mơ                                            |                            | Đoạt giải |
| 2015 | Thịnh điển khoa giới Thời Trang NetEase                                      | Nữ minh tinh khoa giới được quan tâm nhiều nhất của năm              |                            | Đoạt giải |
| 2018 | Thịnh điển Mỹ Lệ Thời Trang COSMO                                            | Thần tượng Mỹ Lệ đột phá của năm                                     |                            | Đoạt giải |
| 2018 | Lễ truyền thông điện ảnh mới quốc tế Kim Hải Âu lần thứ 3                    | Nữ diễn viên xuất sắc nhất                                           | Diên Hi Công Lược          | Đoạt giải |
| 2018 | Lễ phim truyền hình Trung Mĩ lần thứ 14                                      | Nữ diễn viên chính xuất sắc nhất                                     | Diên Hi Công Lược          | Đoạt giải |
| 2018 | Quốc kịch thịnh điển                                                         | Nữ diễn viên có sức hút của năm                                      | Diên Hi Công Lược          | Đoạt giải |
| 2018 | Thịnh điển diễn viên truyền hình tốt Trung Quốc lần thứ 5                    | Nữ diễn viên phim mạng xuất sắc nhất                                 | Diên Hi Công Lược          | Đoạt giải |
| 2018 | Đêm hội gào thét iQIYI                                                       | Nhân vật phim ảnh của năm                                            | Diên Hi Công Lược          | Đoạt giải |
| 2018 | Đêm tiệc Bazaar Jewelry                                                      | Nữ nghệ sĩ Châu Á được chú ý nhất                                    | Diên Hi Công Lược          | Đoạt giải |
| 2018 | StarHub Night of Stars 2018                                                  | Nữ nghệ sĩ Châu Á được chú ý nhất                                    | Diên Hi Công Lược          | Đoạt giải |
| 2019 | Lễ phim truyền hình Trung Canada lần thứ 1                                   | Nữ diễn viên xuất sắc nhất                                           | Diên Hi Công Lược          | Đoạt giải |
| 2019 | Giải thưởng lớn giải trí iQIYI 2018                                          | Làm tôi khóc lại & Cặp đôi được mong thành thật                      | Diên Hi Công Lược          | Đoạt giải |
| 2019 | Đêm hội Weibo 2018                                                           | Nữ thần Weibo của năm                                                |                            | Đoạt giải |
| 2020 | Đêm hội gào thét iQIYI                                                       | Nữ diễn viên chất lượng của năm                                      | Trách Em Thật Quá Xinh Đẹp | Đoạt giải |
| 2021 | Lễ trao giải Hoa Đỉnh lần thứ 32                                             | Mười diễn viên hàng đầu được khán giả yêu thích nhất trên toàn quốc  | Cuộc Sống Lý Trí           | Đề cử     |